# Giovanni Andrea Bussi
Giovanni Andrea Bussi (1415–1475) (Joannes Andreae) (* Vigevano, 14 de Julho de 1417 † Roma, 4 de Fevereiro de 1475) foi humanista, bispo, primeiro bibliotecário do Vaticano e secretário de vários papas.

## Biografia
Em 16 de Julho de 1451, começou a tomar parte nos serviços junto ao Papa Nicolau V. Em 1 de Novembro de 1455 o papa Calixto III o nomeou cônego da Igreja de Santo Ambrósio, em Milão. com uma renda anual de 24 florins, e em 1 de janeiro de 1456, seu secretário oficial. De 1458 a 1464 se tornou secretário do papa e confidente do cardeal Nicolau Cusanus. Em 1461 foi nomeado Bispo de Accia, na Córsega, pelo papa Pio II. Em 1464 era vigário-geral "in spiritualibus et pontificalibus" da arquidiocese de Gênova, diante da impossibilidade administrativa do bispo Paolo Fregoso. Em 23 de Julho de 1466 foi nomeado Bispo de Aléria. Entre 1471–72 foi eleito o primeiro bibliotecário e secretário da biblioteca papal. Seria sucedido em 1475 por Bartolomeo Platina (1421–1481). Bussi foi editor de inúmeras obras de escritores clássicos latinos, dentre eles Livius Andronicus (1469), enriquecendo substancialmente a Biblioteca do Vaticano. Produziu inúmeros incunábulos 'editiones principes' (primeiras edições). Em suas mãos o prefácio se expandiu de sua forma original como uma carta particular a um patrono, para se tornar um documento público, às vezes com críticas grandiosas.
Bussi era platonista, foi secretário de Nicolau Cusanus e amigo de Johannes Bessarion, em cujos círculos filosóficos ele viveu. De 1458 até à morte do cardeal em 1464, ele serviu Cusanus como secretário em Roma, onde ele ajudeu o seu mestre a editar a Opuscula, manuscrito do século IX e outras obras de Apuleio. A partir de 1468, Bussi foi o editor chefe da oficina tipográfica dos proto-impressores Conrad Sweynheym (1430–1477) e Arnold Pannartz (1399–1476), depois que eles se mudaram de Subiaco para Roma. Ele fez muitos louvores a Cusanus e a Bessarion, e usou o prefácio da obra de Apuleio para fazer uma dedicatória e um elogio à obra Defensio Platonis (Em defesa de Platão), de Bessarion.
Ele também incorporou uma edição de Alcino traduzida por Pietro Balbi em sua impressão de Apuleio. O prefácio desta edição removeu uma correspondência com Jorge de Trebizonda (1395–1486) e seu filho Andreas Trapezuntius († 1498). Andreas atacou Bussi e Bessarion em uma carta intitulada Platonis Accusatio (Acusação a Platão) e Bussi endereçou uma resposta a Andreas no prefácio de sua edição de Estrabão. O debate durou até o ano de 1472.
Busi mandou publicar também "primeiras edições" das Epístolas de São Jerônimo (1468), a "História Natural", de Plínio, o Velho (1470), e as obras completas de São Cipriano (1471), além da obras de Aulo Gélio. Embora a edição de Plínio não tenha sido a primeira, pois uma versão em 1469 já tinha sido impressa em Veneza, a obra foi criticada por Niccolò Perotti (1429–1480) nunca carta endereçada a Francesco Guarnieri, secretário do cardeal Marco Barbo (1420–1491). Perotti critica a prática de Bussi, na época um fato comum, de adicionar um prefácio de sua lavra em um texto antigo, e também censurou a qualidade e a precisão das edições.
Bussi dedicou a maioria das suas edições ao Papa Paulo II, a quem serviu como primeiro bibliotecário papal, ao passo que Perotti assumiu a sua função anterior como editor para os impressores Sweynheym e Pannartz (1473).
Bussi cunhou o termo "media tempestas" para se referir à Idade Média.

## Obras
- Epistolae ad familiares, de Cícero, 1469
- Noctes Atticae, Noite Áticas, de Aulo Gélio, 1469
- Asinus aureus, O Burro de Ouro, de Apuleio, 1471
- Biblia latina, Ad Philocratem de LXX interpretibus, 9 de Dezembro de 1475
- Epistolae di S. Girolamo
- Commentarii di Giulio Cesare
- Decades, de Lívio
- Geographia, de Estrabão
- Pharsalia, de Lucano
- Opera omnia, Virgílio
- Epistolae ad Brutum, Cícero
- Sermones et epistolae, Leão Magno
- Catena aurea, São Tomás de Aquino
- Orationes, Cícero
- Punica, Sílio Itálico
- Opera Omnia, Ovídio
- Postilla super totam Bibliam, de Niccolò da Lira[1]
- Opera philosophica, Cícero